# NGC 5721
NGC 5721 (другие обозначения — MCG 8-27-13, ZWG 248.16, PGC 52346) — линзообразная галактика (S0) в созвездии Волопас.
Этот объект входит в число перечисленных в оригинальной редакции «Нового общего каталога».